# Stepps Gap
Pour les articles homonymes, voir Stepps.
 (juillet 2020).
Le Stepps Gap est un col routier des montagnes Blue Ridge situé dans le comté de Yancey, en Caroline du Nord, aux États-Unis. Franchi à 1 853 mètres d'altitude par la North Carolina Highway 128, il accueille le siège du parc d'État du mont Mitchell, au sein duquel il est protégé. Le site porte le nom de Jesse Stepp, un natif du comté de Buncombe qui fut jadis propriétaire du mont Mitchell. Il fit construire au col un édicule rustique d'où il guida ses clients visitant la région, parmi lesquels Elisha Mitchell et Arnold Henri Guyot.